# Hitda-Codex

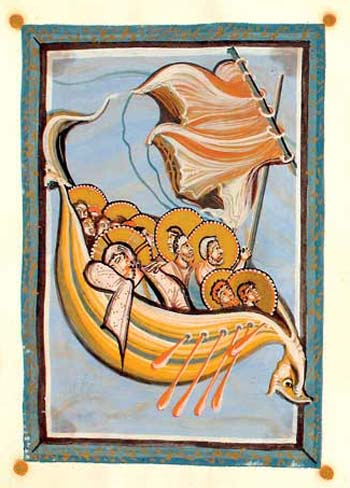
Sturm auf dem Meer, Motiv aus dem Hitda-Codex (fol. 117r)

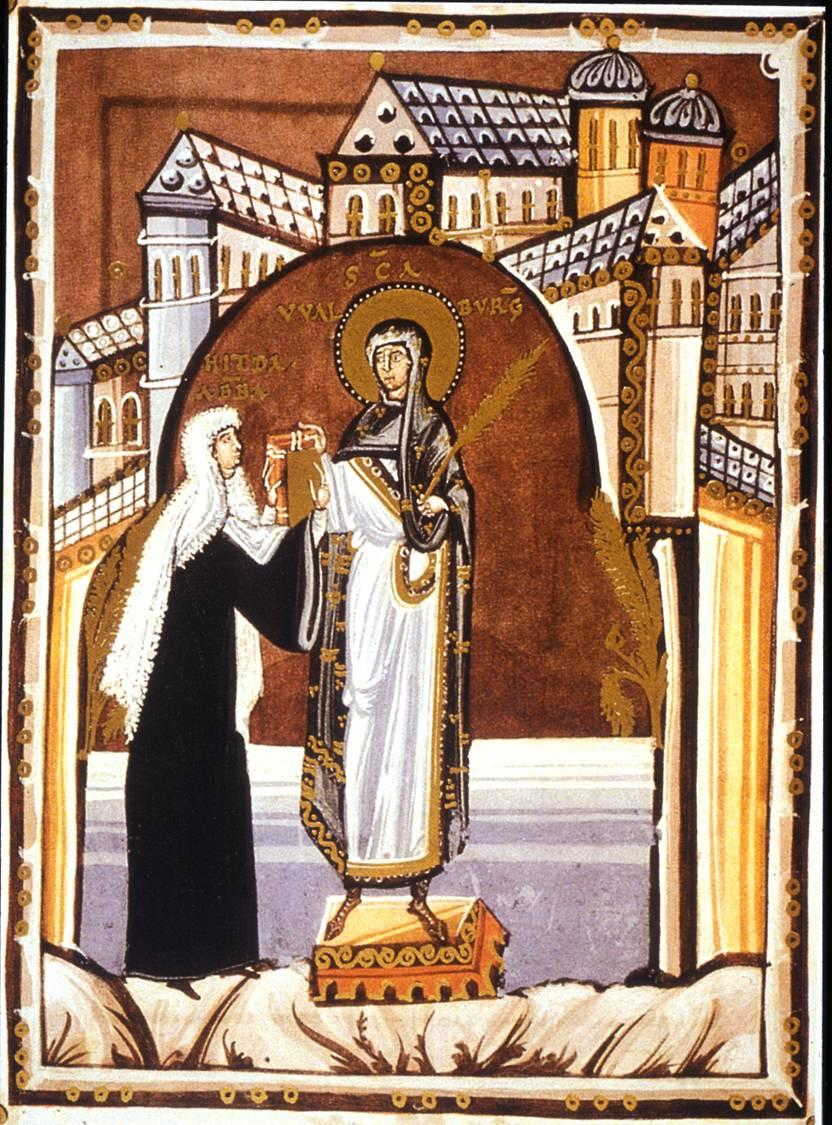
Widmungsbild: Äbtissin Hitda überreicht den Codex der heiligen Walburga (fol. 6r)

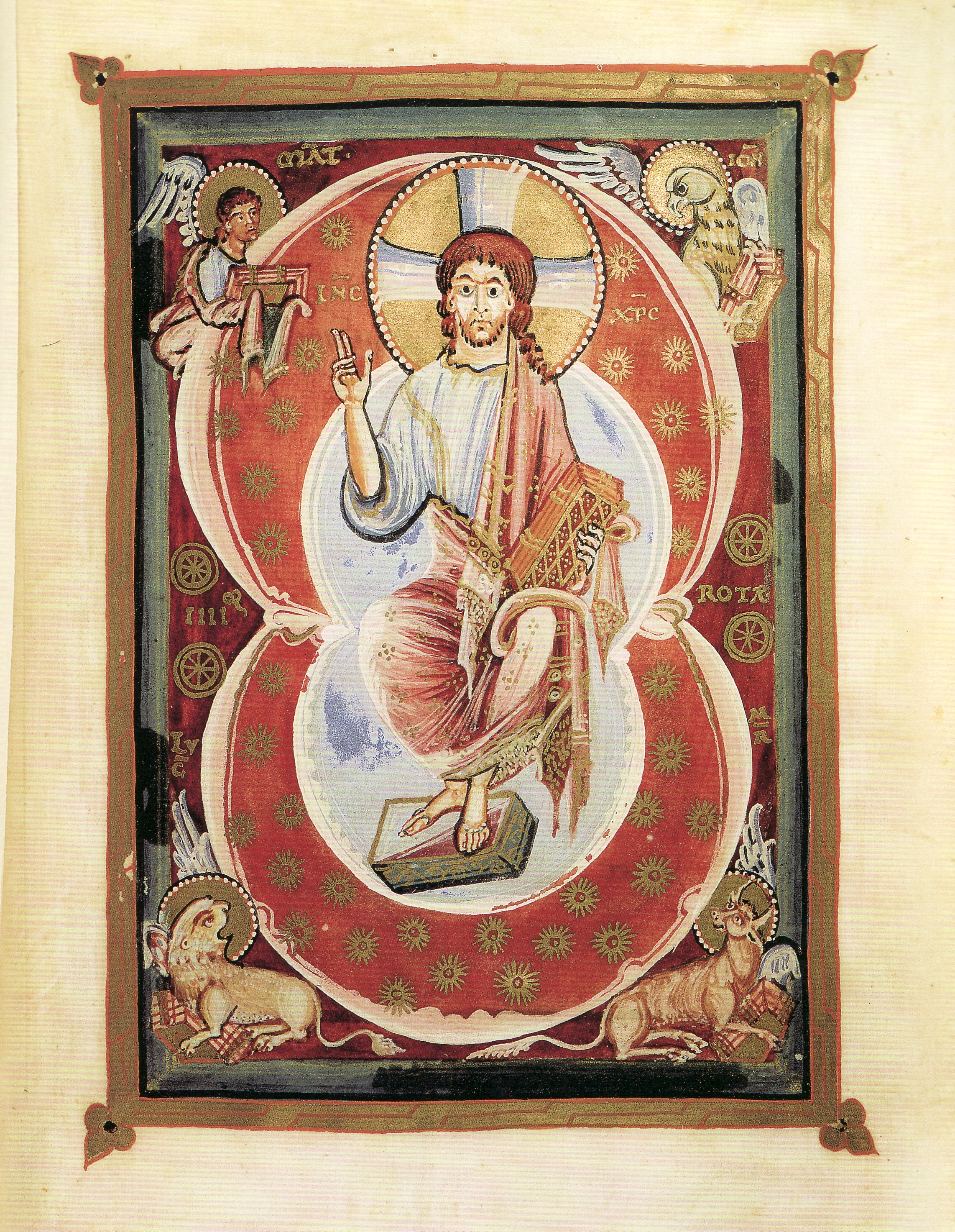
Majestas Domini (fol. 7r)

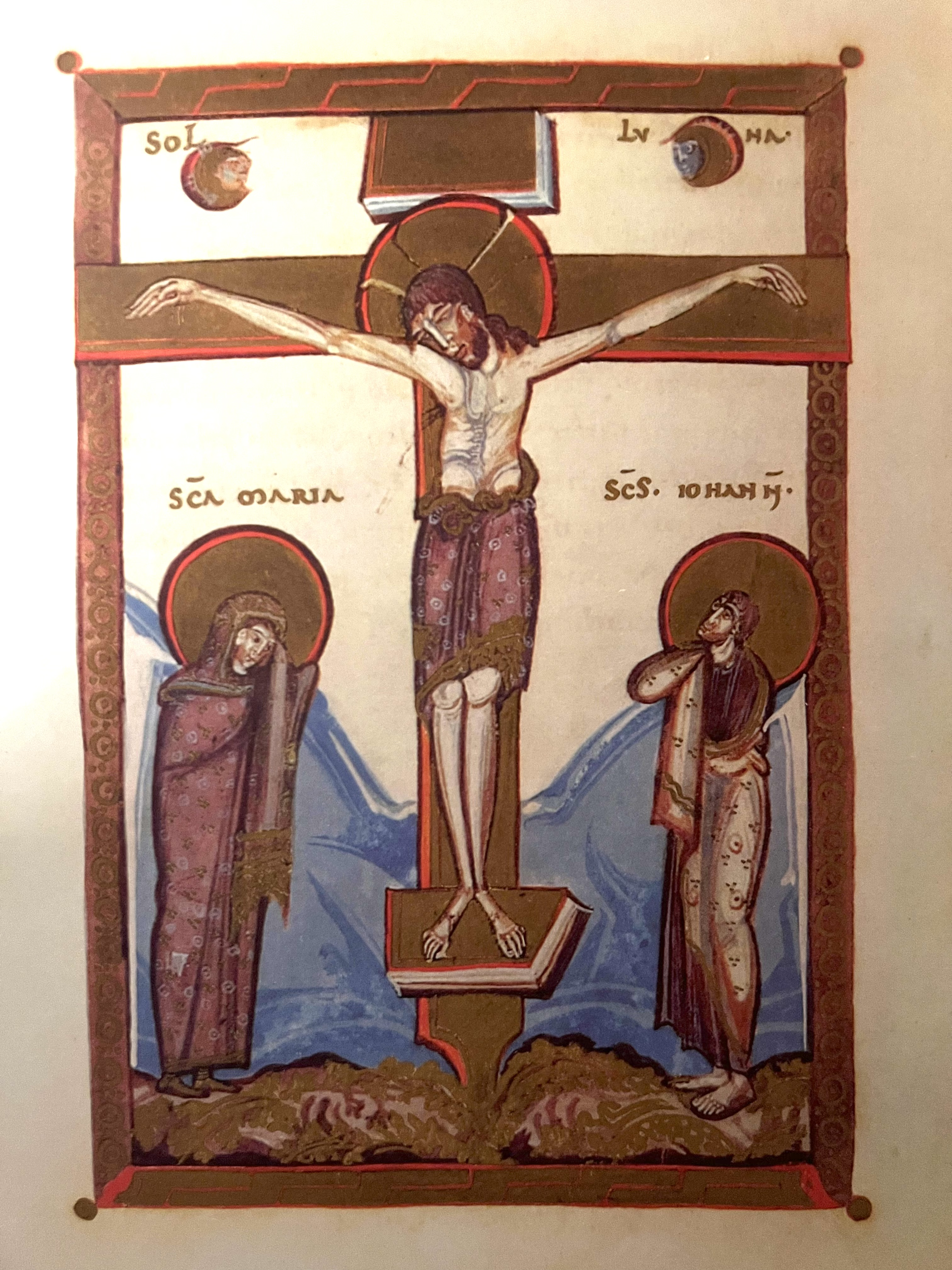
Kreuzigungsbild hinter dem Johannesevangelium (fol. 207v)

Der Hitda-Codex (Universitäts- und Landesbibliothek Darmstadt, Hs. 1640), auch als Hitda-Evangeliar bezeichnet, ist ein um das Jahr 1000 entstandenes lateinisches Manuskript. Es gilt als ein Hauptwerk der Kölner ottonischen Buchmalerei. Kein anderes Werk aus dieser Herkunft hat ein so umfangreiches Bildprogramm aus dem Leben Christi.

## Geschichte
Das Evangeliar (seit der Säkularisation in Darmstadt, heute in der Universitäts- und Landesbibliothek Darmstadt) wurde nach Anton von Euw um 1000 für das Stift St. Walburga angefertigt. Christoph Winterer datierte 2010 den Codex auf die ersten fünf Jahre nach 1000. Dies konnte noch nicht durch eine Schriftuntersuchung oder schriftliche Quellen abgesichert werden. Eine – häufig vertretene – spätere Entstehungszeit (1020 oder nach 1030/1035) steht im Gegensatz zu einem 2013 gemachten Vorschlag, dass die Handschrift durch Erzbischof Gero von Köln (969–976) in Auftrag gegeben wurde, um ein Vermächtnis seiner 969/70 in Jerusalem verstorbenen Mutter Hidda zu erfüllen.
Den Namen hat der Kodex von der Äbtissin Hitda, die vielleicht eine Angehörige des Adelshauses der Grafen von Werl und verwandt mit dem ottonischen und burgundischen Königshaus war. Andere Autoren wie Gerhard Weilandt identifizieren sie mit der ezzonischen Äbtissin Ida († 1060) der Kölner Frauengemeinschaft St. Maria im Kapitol.
Im Darmstädter Hitda-Codex widmet Äbtissin „Hitda“ in einem ganzseitigen Dedikationsbild der heiligen Walburga das Evangeliar. Ein wohl gegen Ende des 11. Jahrhunderts aufgeschriebenes „Schatzverzeichnis“ erwähnt weitere Schenkungen der Hitda oder Ida nach Meschede, unter anderem eine tragbare goldene Marienstatue, Kleider und Kirchengerät. Ein auf die Zeit um 1500 zu datierender Eintrag weist die Handschrift der Frauengemeinschaft im Sauerland zu. Der Kodex befand sich noch im 18. Jahrhundert in Meschede und gelangte von dort zu Beginn des 19. Jahrhunderts nach Wedinghausen und schließlich nach Darmstadt.
Die ursprüngliche Außenhülle ist verloren gegangen. Der Buchblock wurde im 19. Jahrhundert neu gebunden. 1969 erhielt das Werk einen Glanzledereinband. Die eingeprägten Quadrate auf beiden Seiten lassen durch die Verdichtung in der Mitte eine geschwungene Kreuzform erkennen.

## Inhalt und Gestaltung
Geschrieben sind die Texte in dunklen karolingischen Minuskeln. Incipits, Excipits, kleinere Textinitialen und andere Überschriften und Titel sind in Goldmajuskeln gefasst. An einigen Stellen wird auch die Unziale verwendet. Im Dedikationsbild wird am Zeilenanfang und beim Namen „HITDA ABBATISSA“ Capitalis rustica benutzt. Der Schriftraum umfasst auf jeder Seite 18,3 mal 11,4 cm, die innere Rahmung der Bildseiten 17,5 mal 10,5 cm. Den Evangelien sind drei allgemeine Vorreden vorangestellt. Auf drei Bilder folgen die zwölfteiligen Kanonentafeln. Diese sind in eine Scheinarchitektur aus Arkaden, Säulen, Architrav, Gebälk und Stylobat in blau, rot und gold eingeschrieben. Vor jedem Evangelium steht die Argumenta (eine weitere Vorrede) und die Breviaria (Kapitelverzeichnis), sowie eine doppelte Zierseite, die mit dem Initium den Evangelienanfang bildet. Diese sind aufwendig und breit gerahmt und beeindrucken durch ihre variable Farbigkeit. Der Codex endet mit dem Capitulare evangeliorum, der liturgischen Leseordnung des Kirchenjahres. Seit etwa 1500 ist hinter dem Kreuzigungsbild der Ordo seu consuetudo ecclesiae Meschedensis zu finden. Ein weiterer Nachtrag ist das Stiftungsverzeichnis der Äbtissin Hidta. Neben dem Evangelium umfasste diese Schenkung unter anderem vier goldene, mit Edelsteinen oder Elfenbein besetzte Kreuze, ein wertvolles Marienbild und drei weitere mit Edelmetall umkleidete Bücher. Bis auf den Hitda-Codes ist keines der Werke erhalten.
Das weitere Bildprogramm besteht aus vier Evangelistenbildern und fünfzehn fast chronologisch geordneten Szenen des Neuen Testaments. Das Bild der Kreuzigung folgt auf das Johannesevangelium.
„Großformatige Bibelszenen dominieren, fokussiert auf die Hauptfiguren, in expressiver Formensprache und in eigenwilligem Kolorit. Blaue Dächer und blaue Berge, in bunten Streifen aufgeschichtete Hintergründe und Gegenstände, die zum Leben erweckt scheinen – in der Kunst der Vormoderne gibt dieser koloristische Pathosstil viele Fragen auf“, charakterisiert der Kunsthistoriker Rainer Warland den außergewöhnlichen Stil der Prachthandschrift.
Andere sehen in dem Bildzyklus ein gemaltes theologisches Konzept: „Nach der Gesamtauswertung des Hitda-Evangeliars sieht sich der heutige Betrachter vor ein beeindruckendes theologisches Zeugnis gestellt, das ihm vor Augen führt, was das Spezifikum des christlichen Inkarnationsglaubens ist.“
Eines der bekanntestes Bilder ist der Sturm auf dem Meer.